# Calocosmus nigripennis
Calocosmus nigripennis är en skalbaggsart som beskrevs av Louis Alexandre Auguste Chevrolat 1862. Calocosmus nigripennis ingår i släktet Calocosmus och familjen långhorningar.
Artens utbredningsområde är Kuba. Inga underarter finns listade.